# جزيرة ظهرة جروم بكلان (ميدي)

تعديل مصدري - تعديل

جزيرة ظهرة جروم بكلان هي إحدى جزر مديرية ميدي التابعة لمحافظة حجة.